# Rally van San Remo 1978
De Rally van San Remo 1978, officieel 20º Rallye Sanremo, was de 20ste editie van de Rally van San Remo en de achtste ronde van het Wereldkampioenschap Rally in 1978. Het was de 60ste rally van het FIA Wereldkampioenschap Rally.

## Resultaten en rangschikking
| Top tien klassement | Top tien klassement | Top tien klassement                 | Top tien klassement                     | Top tien klassement | Top tien klassement | Top tien klassement | Top tien klassement |
| Pos                 | Nr                  | Rijder Navigator                    | Auto Inschrijving                       | Gr                  | Tijd                | Verschil            | Punten              |
| ------------------- | ------------------- | ----------------------------------- | --------------------------------------- | ------------------- | ------------------- | ------------------- | ------------------- |
| 1                   | 4                   | Markku Alén Ilkka Kivimäki          | Lancia Stratos HF Markku Alén           | 4                   | 10:53.28            | 0.00                | -                   |
| 2                   | 1                   | Maurizio Verini Arnaldo Bernacchini | Fiat 131 Abarth Maurizio Verini         | 4                   | 11:04.00            | + 10.32             | -                   |
| 3                   | 10                  | Francis Vincent Willy Lux           | Porsche 911 Francis Vincent             | 4                   | 11:10.31            | + 17.03             | -                   |
| 4                   | 24                  | 'Bip-Bip' Mirko Perissutti          | Porsche 911 Alberto Brambilla           | 3                   | 11:27.52            | + 34.24             | -                   |
| 5                   | 10                  | Mauro Pregliasco Vittorio Reisoli   | Alfa Romeo Alfetta GT Mauro Pregliasco  | 2                   | 11:30.48            | + 37.20             | -                   |
| 6                   | 21                  | Angelo Presotto Max Sghedoni        | Ford Escort RS2000 Angelo Presotto      | 1                   | 11:46.17            | + 52.49             | -                   |
| 7                   | 44                  | Christian Gardavot Georges Otto     | Porsche 911 Christian Gardavot          | 3                   | 11:47.26            | + 53.58             | -                   |
| 8                   | 75                  | Christian Lunel Denise Emmanuelli   | Opel Kadett GT/E Christian Lunel        | 1                   | 12:08.16            | + 1:14.48           | -                   |
| 9                   | 31                  | Fabrizia Pons Gabriella Zappia      | Opel Kadett GT/E Fabrizia Pons          | 1                   | 12:10.12            | + 1:16.44           | -                   |
| 10                  | 56                  | Charles Alberti 'Tout a Fond'       | Opel Kadett GT/E Charles Alberti        | 2                   | 12:30.56            | + 1:37.28           | -                   |
| Niet aan de finish  |                     |                                     |                                         |                     |                     |                     |                     |
| Pos                 | Nr                  | Rijder Navigator                    | Auto Inschrijving                       | Gr                  | KP                  | Reden               | Punten              |
| NF                  | 2                   | Walter Röhrl Christian Geistdörfer  | Fiat 131 Abarth Walter Röhrl            | 4                   | 37                  | ongeluk             | -                   |
| NF                  | 5                   | Sandro Munari Mario Manucci         | Fiat 131 Abarth Sandro Munari           | 4                   | 17                  | ongeluk             | -                   |
| NF                  | 11                  | Chris Sclater Martin Holmes         | Vauxhall Chevette 2300 HS Chris Sclater | 4                   | 40                  | motor               | -                   |
| NF                  | 14                  | Adartico Vudafieri Mauro Mannini    | Lancia Stratos HF Adartico Vudafieri    | 4                   | 43                  | ongeluk             | -                   |
| NF                  | 15                  | Attilio Bettega Isabella Torghele   | Lancia Stratos HF Attilio Bettega       | 4                   | 1                   | ongeluk             | -                   |
| NF                  | 16                  | Federico Ormezzano 'Rudy'           | Opel Kadett GT/E Federico Ormezzano     | 2                   | 8                   | motor               | -                   |
| NF                  | 18                  | Aldo Pasetti Giorgio Barban         | Fiat 131 Abarth Aldo Pasetti            | 4                   | 44                  | ongeluk             | -                   |
| NF                  | 20                  | 'Lucky' Giovanni Braito             | Opel Kadett GT/E Luigi Battistolli      | 2                   | 17                  | ongeluk             | -                   |
| NF                  | 22                  | Dario Cerrato Luciano Guizzardi     | Opel Kadett GT/E Dario Cerrato          | 1                   | 17                  | ongeluk             | -                   |
| NF                  | 23                  | Raffaele Pinto Fabio Penariol       | Ferrari 308 GTB Raffaele Pinto          | 4                   | 18                  | distributeur        | -                   |

#### Statistieken
| Klassementsproeven | Klassementsproeven |                    | Leiders | Leiders |
| Rijder             | Aantal             | Rijder             | KP      |         |
| Markku Alén        | 22                 | Walter Röhrl       | 1-2     |         |
| Sandro Munari      | 14                 | Sandro Munari      | 3-5     |         |
| Adartico Vudafieri | 10                 | Walter Röhrl       | 6-9     |         |
| Walter Röhrl       | 9                  | Sandro Munari      | 10-17   |         |
| Maurizio Verini    | 4                  | Walter Röhrl       | 18-37   |         |
| Christian Gardavot | 1                  | Markku Alén        | 38-40   |         |
| Alberto Brambilla  | 1                  | Adartico Vudafieri | 41-43   |         |
|                    |                    | Markku Alén        | 44-55   |         |

### Constructeurskampioenschap
| Pos | Constructeur    | MON | SWE | KEN | POR | GRE | FIN | CAN | ITA | CIV | FRA | GBR | Pts |
| --- | --------------- | --- | --- | --- | --- | --- | --- | --- | --- | --- | --- | --- | --- |
| 1   | Fiat            | 14  | 14  |     | 18  | 18  | 18  | 18  | 16  |     |     |     | 116 |
| 2   | Opel            | 10  | 12  |     | 13  | 12  | 11  | 16  | 10  |     |     |     | 84  |
| 3   | Ford            |     | 18  | 7   | 16  | 9   | 6   | 13  | 13  |     |     |     | 82  |
| 4   | Porsche         | 18  |     | 16  | 7   |     | 12  |     | 14  |     |     |     | 67  |
| 5   | Lancia          | 8   | 12  |     |     | 11  |     |     | 18  |     |     |     | 49  |
| 6   | Toyota          |     |     |     | 15  | 6   | 13  | 14  |     |     |     |     | 48  |
| 7   | Datsun          |     |     | 16  |     | 16  |     |     |     |     |     |     | 32  |
| 8   | Peugeot         |     |     | 18  | 9   |     |     |     |     |     |     |     | 27  |
| 9   | Saab            |     | 8   |     |     |     |     | 10  |     |     |     |     | 18  |
| 10  | Renault         | 17  |     |     |     |     |     |     |     |     |     |     | 17  |
| =   | Volkswagen      |     | 9   |     |     |     |     | 8   |     |     |     |     | 17  |
| 12  | Vauxhall        |     |     |     |     |     | 14  |     |     |     |     |     | 14  |
| =   | Alfa Romeo      |     |     |     |     |     |     |     | 14  |     |     |     | 14  |
| 14  | Mercedes        |     |     | 12  |     |     |     |     |     |     |     |     | 12  |
| =   | British Leyland |     |     |     |     |     |     | 12  |     |     |     |     | 12  |
| 16  | Volvo           |     | 10  |     |     |     |     |     |     |     |     |     | 10  |
| 17  | Škoda           |     |     |     |     | 6   |     |     |     |     |     |     | 6   |
| 18  | Mitsubishi      |     |     | 5   |     |     |     |     |     |     |     |     | 5   |
| 19  | Lada            |     |     |     |     | 4   |     |     |     |     |     |     | 4   |